# (72601) 2001 FH13
(72601) 2001 FH13 – planetoida z pasa głównego asteroid okrążająca Słońce w ciągu 4,64 lat w średniej odległości 2,78 j.a. Odkryta 19 marca 2001 roku.